# Rivière du Cran
Rivière du Cran är ett vattendrag i Kanada.   Det ligger i provinsen Québec, i den östra delen av landet, 400 km nordost om huvudstaden Ottawa.
I omgivningarna runt Rivière du Cran växer i huvudsak blandskog. Runt Rivière du Cran är det mycket glesbefolkat, med 2 invånare per kvadratkilometer.